# Älgtjärnarna, Närke
Älgtjärnarna är en sjö i Lekebergs kommun i Närke och ingår i Norrströms huvudavrinningsområde.